# Камозін Павло Михайлович
Павло́ Миха́йлович Камо́зін (рос. Павел Михайлович Камозин; 3 (16) липня 1917 — 24 листопада 1983) — радянський військовий льотчик-винищувач, учасник Другої світової війни, капітан. Двічі Герой Радянського Союзу (1943, 1944).

## Біографія
Народиася 3 (16) липня 1917 року в місті Бежиця (нині один з районів Брянська) у родині робітника. Росіянин. Член ВКП(б)/КПРС з 1943 року. закінчив 6 класів середньої школи й школу ФЗУ. Працював слюсарем на брянському заводі «Красный Профинтерн» (Червоний Профінтерн). З 1934 року навчався у аероклубі. До лав РСЧА призваний у 1937 році. У 1938 році закінчив Борисоглібську військову авіаційну школу пілотів.
Учасник німецько-радянської війни з червня 1941 року. Початок війни зустрів у складі Київського особливого військового округу, перший бойовий виліт здійснив 23 червня на винищувачеві І-16. Воював на Південно-Західному, Південному, Закавказькому, Північно-Кавказькому, 2-у Білоруському фронтах.
Після перепідготовки на винищувач ЛаГГ-3 був залишений льотчиком-інструктором при військовій авіаційній школі. З 1942 року молодший лейтенант П. М. Камозін — командир авіаційної ланки 246-го винищувального авіаційного полку. З листопада 1942 року по травень 1943 року — заступник командира ескадрильї 269-го винищувального авіаційного полку.
З жовтня 1943 по грудень 1944 року — командир ескадрильї 66-го винищувального авіаційного полку, згодом — на тій самій посаді у 101-у гвардійському винищувальному авіаційному полку.
Всього за роки війни здійснив близько 200 бойових вильотів, у 63 повітряних боях збив особисто 36 та у складі групи — 13 літаків супротивника.
20 січня 1945 року потрапив у авіаційну катастрофу, внаслідок якої отримав важкі ушкодження. Після лікування гвардії майор П. М. Камозін демобілізований за станом здоров'я. З 1946 року мешкав у Брянську, працював у цивільній авіації.
Помер 24 листопада 1983 року.

## Нагороди і почесні звання
Указом Президії Верховної Ради СРСР від 1 травня 1943 року за мужність і відвагу, виявлені у боях з німецько-фашистськими загарбниками, Камозіну Павлу Михайловичу присвоєне звання Героя Радянського Союзу з врученням ордена Леніна і медалі «Золота Зірка» (№ 1148).
Указом Президії Верховної Ради СРСР від 1 липня 1944 року Камозін Павло Михайлович нагороджений другою медаллю «Золота Зірка» (№ 23/ІІ).
Нагороджений також двома орденами Червоного Прапора (23.03.1943, 21.11.1943), орденами Олександра Невського (31.01.1944), Вітчизняної війни 1-го ступеня (19.12.1942) і медалями.
Почесний громадянин міста Брянська (1966).

## Пам'ять
Бронзове погруддя П. М. Камозіна роботи скульптора Генріха Манізера у 1955 році встановлено у місті Брянську.
У 1983 році вулиця Больнична у Брянську перейменована на вулицю Павла Камозіна.